# ミラーハウス
ミラーハウス＆ガーデン(Miller House and Garden)、また、ミラーハウスとして知られている米国インディアナ州・コロンバスにある建物と庭園は、20世紀半ばにモダンデザインによって建築家エーロ・サーリネンによって生み出された。1953年にアメリカの実業家、慈善家、建築家であるJ.アーウィン・ミラーとその妻クセニア・サイモンズ・ミラーに依頼され建てられた住居で現在、インディアナポリス美術博物館によって所有されている。ミラーは、インディアナ州のコロンバスにあるいくつかの建物の建設において、近代主義的な建築を支えてきた。
ミラーハウスの設計・施工は4年かけ、1957年に完成したが、建物は2000年に国家歴史的建造物に登録された。ミラー家としては邸宅の最後の住人であったクセニア･ミラーが死去した2008年まで家を所有していた。
2009年には、家具や庭園の多くがオリジナルの家具と共に、ミラーファミリーによってインディアナポリス美術館に寄贈された。この家や庭の存在が、エーロ・サーリネンほか、インテリアデザイナーであるアレキサンダー・ジラードを加え、ランドスケープアーキテクトのダン・カイリー、とサーリネン事務所仲間で主任設計者であるケビン・ローチなど20世紀の主要人物の仕事実績紹介になっている。

## ランドスケープアーキテクチャ
サーリネンは、St.ルイス・ゲートウェイ・アーチで協働したランドスケープ・アーキテクトのダン・カイリーを誘う。カイリーは、ランドスケープを家の延長線上にすることを望んでいたが、建物の対応する部分がそれぞれ3つの部分に大まかに分けられており、それぞれが独自のアイデンティティを備えていた。
ミラーハウスは、対称性と形状に依存する整形式なヨーロッパの庭園に近代主義の顔を置く住宅庭園デザインの一例であった。
西側のFlatrock川と東のワシントン通りに囲まれた土地プロットは約13.5エーカーである。カイリーは、家の周りの空間を形作ることに注意を集中することを選び、ほぼ手つかずの川に向かってスイープする長い牧草地を残した。家の西側にある雨よけのような植生の多くは、太陽や風といった自然の侵入者から居住地域を保護するために戦略的に配置されたものである。
アリーの馬栗の木のラインを成すエントリドライブが家への1つのアプローチとして、ゆっくりと導かれている。ミラー夫妻は、自宅がその建物入口が、さらには近隣の家とくらべ、その景色の中で威風堂々たるものであることを望んではいなかった。
りんご畑の格子状のブロックは、芝生遠方東側に位置する。物件の最東端には千鳥状に並んだ樹木が植えられ、多孔質の境界線となる垣根が形成された。家の北側に位置するガーデンエリアはもともと植えた花蘇芳の後にマルス・シルウェストリスに置き換えられた。南西のコーナーには、また、アーボビツェのヘッジに囲まれたスイミングプールがある。
風景デザインの最も注目すべき特徴の1つは、牧草地とそれを越える川の景色を構成する家の西側に沿って走るハチミツの木。
アリーは後年各端部、北にヘンリー・ムーアの ドレープ横たわる女性　および　南にジャックス・リプシッツ　浅浮き彫りによって末端受された。
マサチューセッツ州ケンブリッジでマイケル・ヴァン・ヴァルケンバーグ Michael Van Valkenburgh Associates、Inc.が行ったランドスケープ改修の一環として、Honey Locustalléeは、2008年春に植え代えられた。
ムーアの象徴的な彫刻は、クセニア・ミラーの死後の2008年に設置されたものである。
このミラー邸ガーデンは、カイリーたちランドスケープ・アーキテクチュアの先駆者らが1940年代ごろから積極的に新しい庭園構成を試み、そのほとんどが近代建築が打ち立てた空間様式を列植、ボスクなどの空間言語を用いて実現することであったといっても過言ではなく、その集大成とみられている。こうした建築平面様式の読み替えでこれが植栽特有の光と影のパターンとなって表れるとき、新しい庭の在り方を人々に予感させずにはおかなかったのである。なぜならば、列植は列柱とは異なり、また生け垣は壁体とは異なり、季節に応じて葉量を変える落葉樹はその透明性を変化させ、列植は頭上に樹幹を広げ空間の重合を可能とする。新たな樹木配列は、新しい構成を生み出しただけでなく、新しい光と影の空間言語の可能性を示唆したことで、建築にはなしえない近代空間表現が可能となったのである。